# 傷心樹屋
《傷心樹屋》（英語：Trees Lounge）是一部1996年美國喜劇劇情片，由史蒂夫·布希密自編自導自演（導演處女作），其他主演包括科洛·塞维尼、馬克·伯恩·約尼爾、安東尼·拉帕里亞、伊莉莎白·布萊克、伊斯特·伯林特、卡萝尔·凯恩、丹尼爾·鮑德溫、咪咪·羅傑斯、黛碧·梅瑟、西摩·卡塞爾、比安卡·亨特和山繆·傑克森。電影圍繞著一群人在一間酒吧兼休息室的共同聚會場所展開，以黑色幽默的風格來審視這些人自我毀滅行為。該片在紐約皇后區格倫代爾、布魯克林和谷溪拍攝。
電影1996年10月11日在美國上映，影評口碑正面。《黑道家族》的主創大衛·雀斯看上了在本片展長才的布希密，後來聘請他執導該劇的幾集並在第五季參與演出。

## 演員
- 史蒂夫·布希密飾演湯米·巴西里歐
- 科洛·塞维尼飾演黛比
- 馬克·伯恩·約尼爾飾演麥克
- 安東尼·拉帕里亞飾演羅布
- 伊莉莎白·布萊克飾演泰瑞莎
- 伊斯特·伯林特飾演瑪莉
- 卡萝尔·凯恩飾演康妮
- 丹尼爾·鮑德溫飾演傑瑞
- 咪咪·羅傑斯飾演派蒂
- 黛碧·梅瑟飾演克莉絲提
- 西摩·卡塞爾飾演艾爾叔叔
- 比安卡·亨特飾演凱莉
- 山繆·傑克森飾演溫德爾
- 小拉里·吉爾蘭德飾演詹姆斯
- 米高·伊派里奧里飾演喬治
- 凱文·考利甘飾演馬修

## 外部連結
- 互联网电影数据库（IMDb）上《傷心樹屋》的资料（英文）